# Mary Ann Mobley
Pour les articles homonymes, voir Mobley.
Mary Ann Mobley est une actrice américaine, née le 17 février 1937 à Biloxi (Mississippi) et morte le 9 décembre 2014  à Beverly Hills (Californie).
Mobley a été élue « Miss America 1959 ». Elle a fait carrière au cinéma et à la télévision et a remporté le Golden Globe de la révélation féminine de l'année en 1965.

## Biographie

### Jeunesse
Mary Ann Mobley grandit à Brandon. Durant sa jeunesse, elle chante dans la chorale de son église. Elle intègre l'université du Mississippi grâce à une bourse d'études et en sort diplômée en 1958,. En septembre de la même année, lors de la 32e édition du concours de beauté Miss America, elle est élue « Miss America 1959 ». Mobley est la première Miss Mississippi à remporter le concours.

### Carrière d'actrice

#### Débuts
Elle se rend à New York afin d'étudier l'art dramatique avec Lee Strasberg et parvient à faire carrière dans le show business. Après avoir débuté à Broadway en 1962 dans la comédie musicale Nowhere to Go But Up, elle est recrutée par le studio Metro-Goldwyn-Mayer et s'établit à Hollywood,,.

#### Cinéma
En 1965, le Golden Globe de la révélation féminine de l'année lui est attribué pour son rôle dans le film Get Yourself a College Girl (en). Elle partage la récompense avec Mia Farrow et Celia Kaye (en). En 1965, elle tourne dans La Stripteaseuse effarouchée (Girl Happy) et Harum Scarum (en), deux films mettant en vedette Elvis Presley.

#### Télévision
À partir des années 1960, Mary Ann Mobley tourne dans de nombreuses séries télévisées, dont Perry Mason, Falcon Crest et Hearts Afire (en). En 1985, elle reprend le rôle de Maggie McKinney, auparavant interprété par Dixie Carter, pour la dernière saison de la série Arnold et Willy (Diff'rent Strokes),. Mobley est régulièrement invitée dans le jeu télévisé Match Game (en). En 1989, elle coprésente la retransmission télévisée de la soirée Miss America avec son mari Gary Collins.

### Autres activités
Mary Ann Mobley se rend au Cambodge et en Somalie, entre autres, pour le compte de World Vision, une ONG humanitaire chrétienne évangélique, qui réalise des documentaires consacrés aux enfants de ces pays,.
Mobley est atteinte de la maladie de Crohn, diagnostiquée avant son mariage. Elle siège au conseil d'administration national de la Crohn's & Colitis Foundation. L'actrice est engagée auprès d'organismes de charité, comme l'association March of Dimes et Childhelp, qui lutte contre la maltraitance sur mineur,.

## Vie privée et famille
La famille de Mary Ann Mobley fréquente des personnalités du Sud américain, comme l'écrivain Eudora Welty.
En 1967, Mobley épouse l'acteur Gary Collins, dont elle a fait la connaissance sur un tournage. Leur fille Clancy Collins White est vice-présidente senior de Warner Bros. Television, qui produit des séries télévisées.

## Filmographie

### Cinéma
- 1964 : Get Yourself a College Girl (en) : Teresa 'Terry' Taylor
- 1965 : La Stripteaseuse effarouchée (Girl Happy) : Deena Shepherd
- 1965 : Young Dillinger (en) de Terry O. Morse : Elaine Johnsyn
- 1965 : Harum Scarum (en) : Princesse Shalimar
- 1966 : Trois sur un sofa (Three on a Couch) : Susan Manning
- 1967 : The King's Pirate : Princesse Patna
- 1968 : For Singles Only (en) : Anne Carr

### Télévision
- 1963-1965 : L'Homme à la Rolls (Burke's Law) (série TV) : Cindy / Teri / Denise / Sugar
- 1964-1966 : Perry Mason (série TV) : Dianne Adler / Sharon Carmody
- 1965-1966 : Sauve qui peut (Run for Your Life) (série TV) : Laura Bronson / Clarice Newell
- 1966 : Des agents très spéciaux (The Man From U.N.C.L.E.) (série TV) : April Dancer
- 1966 : Mission impossible (série TV) : Crystal Walker
- 1967 : Le Virginien (The Virginian) (série TV) : Ellie Willard
- 1967 : Le cheval de fer (The Iron Horse) (série TV) : Susan
- 1967 : Custer (en) : Ann Landry
- 1968 : Istanbul Express (de), téléfilm de Richard Irving : Peggy Coppersmith
- 1969 : L'homme de fer (Ironside) (série TV) : Marcy Atkins
- 1969-1973 : Love, American Style (série TV) : Carol / Pat / Joanne Ferguson
- 1969 et 1980 : Le Monde merveilleux de Disney (Disney Parade) (série TV) : Kim Lawrence / Susan Harkness
- 1972 : Le sixième sens (The Sixth Sense) (série TV) : Lisa Wolf / Nancy Sutherland
- 1972-1973 : Search (série TV) : Lilia Moen
- 1974 : Police Story (série TV) : Liz
- 1977 : Le voyage extraordinaire (The Fantastic Journey) (série TV) : Rhea
- 1978, 1981 et 1985 : La croisière s'amuse (The Love Boat) (série TV) : Marion Vail / Mme Diller
- 1978-1984 : L'Île fantastique (Fantasy Island) (série TV) : Amanda / Linda Roth / Florence Richmond / Nancy Carsons / Bryana Spencer
- 1979 : Hôpital central (General Hospital) (série TV) : Jonelle Andrews
- 1979 : Embarquement immédiat (Flying High) (série TV) : Carol
- 1980 : Vegas (série TV) : Paula Conway
- 1983 : Matt Houston (série TV) : Honey
- 1984 : Hôtel (série TV) : Catherine Stevens
- 1985-1986 : Arnold et Willy (série TV) : Maggie McKinney Drummond
- 1988 : Falcon Crest (série TV) : Dr Beth Everdene
- 1990 : Femmes d'affaires et dames de cœur (Designing Women) (série TV) : Karen Delaporte
- 1992 : Hearts Afire (en) (série TV) : Mary Fran Smithers
- 1994 : Hardball (en) (série TV) : Peaches Winnick